# Johan Eurén
Johan Eurén (* 18. května 1985 Göteborg) je bývalý švédský zápasník – klasik, bronzový olympijský medailista z roku 2012.

## Sportovní kariéra
Vyrostl na předměstí Göteborgu v Partille. Zápasení se věnoval od 7 let v klubu Örgryte IS pod vedením Franka Steena. Během studia na sportovním gymnáziu Katrinelundsgymnasiet se začal specializovat ve Švédsku populárnější zápas řecko-římský. Ve švédské mužské reprezentaci se pohyboval do roku 2006 v supertěžké váze do 120 kg. Byl však dlouhodobě reprezentační dvojkou za Jalmarem Sjöbergem, se kterým v roce 2008 prohrál nominaci na olympijské hry v Pekingu. Protože nedostával podporu od státu byl zaměstnán jako instalatér ve společnosti Canmera Comfort AB. Do reprezentace se prosadil od roku 2010 po Sjöbergově vážném zranění stehenního svalu.
V dubnu 2012 se třetím místem na olympijském kvalifikačním turnaji v čínském Tchaj-jüanu kvalifikoval na olympijské hry v Londýně. Do Londýna přijel výborně připravený. V úvodním kole porazil 2–0 na sety favorizovaného Kazacha Nurmachana Tinalijeva a ve čtvrtfinále vyřadil 2–0 na sety dalšího adepta na olympijskou medaili Íránce Bašíra Babadžanzadeho. V semifinále však protaktizoval zápas s Estoncem Heikim Nabim 1–2 na sety a spadl do souboje o třetí místo proti Josifu Čugošvilimu z Běloruska. Taktický souboj o bronzovou olympijskou medaili bez bodované techniky rozhodly nařízené partery půl minuty před koncem zápasu. V úvodním setu se svému soupeři v parteru ubránil a zvítězil 1:0 na technické body, ve druhém setu v opačné situaci nad Čugošvilim v parteru nebodoval a prohrál druhý set 0:1 na technické body. Ve třetím setu ho za stavu 0:0 půl minuty před koncem poslal rozhodčí do parteru, ve kterém se Čugošvilimu ubránil a vyhrál třetí set 1:0 na technické body. Poměrem setů 2-1 získal nečekanou bronzovou olympijskou medaili.
V roce 2015 utrpěl v přípravě na evropské hry v Baku zranění menisku v koleni a podstoupil operaci. Do olympijského roku 2016 se stihl dát dohromady a na posledním květnovém kvalifikačním turnaji v Istanbulu se vítězstvím kvalifikoval na olympijské hry v Riu. V Riu nestačil ve čtvrtfinále na favorizovaného Kubánce Mijaína Lópeze a v opravách ho do medailových bojů nepustil jeho tradiční severský rival, Estonec Heiki Nabi. Po olympijských hrách ukončil sportovní kariéru.

### Výsledky
| Turnaj             | 2003 | 2004 | 2005 | 2006 | 2007 | 2008 | 2009 | 2010 | 2011 | 2012 | 2013 | 2014 | 2015 | 2016 |
| Turnaj             | 18   | 19   | 20   | 21   | 22   | 23   | 24   | 25   | 26   | 27   | 28   | 29   | 30   | 31   |
| Turnaj             | −96  | −96  | −96  | −120 | −120 | −120 | −120 | −120 | −120 | −120 | −120 | −130 | −130 | −130 |
| ------------------ | ---- | ---- | ---- | ---- | ---- | ---- | ---- | ---- | ---- | ---- | ---- | ---- | ---- | ---- |
| Olympijské hry     |      | —    |      |      |      | —    |      |      |      | 3.   |      |      |      | 8.   |
| Mistrovství světa  | —    |      | —    | —    | —    |      | —    | úč.  | úč.  |      | 3.   | 7.   | —    |      |
| Evropské hry       |      |      |      |      |      |      |      |      |      |      |      |      | —    |      |
| Mistrovství Evropy | —    | —    | —    | —    | —    | —    | —    | 3.   | 5.   | —    | —    | 3.   | —    | 3.   |
| MS juniorů         | úč.  |      | 7.   |      |      |      |      |      |      |      |      |      |      |      |
| ME juniorů         |      | 8.   | 3.   |      |      |      |      |      |      |      |      |      |      |      |

### Olympijské hry a mistrovství světa
| Olympijské hry a mistrovství světa                 | Olympijské hry a mistrovství světa              | Olympijské hry a mistrovství světa              | Olympijské hry a mistrovství světa              | Olympijské hry a mistrovství světa              | Olympijské hry a mistrovství světa              | Olympijské hry a mistrovství světa              | Olympijské hry a mistrovství světa              | Olympijské hry a mistrovství světa              | Olympijské hry a mistrovství světa              | Olympijské hry a mistrovství světa              |
| Kolo                                               | Výsledek                                        | Bilance                                         | Soupeř                                          | Výsledek                                        | KB                                              | ∑KB                                             | Styl                                            | Datum                                           | Turnaj                                          | Místo                                           |
| 2016 Olympijské hry do 130 kg v klasickém stylu    | 2016 Olympijské hry do 130 kg v klasickém stylu | 2016 Olympijské hry do 130 kg v klasickém stylu | 2016 Olympijské hry do 130 kg v klasickém stylu | 2016 Olympijské hry do 130 kg v klasickém stylu | 2016 Olympijské hry do 130 kg v klasickém stylu | 2016 Olympijské hry do 130 kg v klasickém stylu | 2016 Olympijské hry do 130 kg v klasickém stylu | 2016 Olympijské hry do 130 kg v klasickém stylu | 2016 Olympijské hry do 130 kg v klasickém stylu | 2016 Olympijské hry do 130 kg v klasickém stylu |
| -------------------------------------------------- | ----------------------------------------------- | ----------------------------------------------- | ----------------------------------------------- | ----------------------------------------------- | ----------------------------------------------- | ----------------------------------------------- | ----------------------------------------------- | ----------------------------------------------- | ----------------------------------------------- | ----------------------------------------------- |
| opravy                                             | prohra                                          | 15-9                                            | Heiki Nabi (EST)                                | tech. body (0:3)                                | 0                                               | 5                                               | Zápas řecko-římský                              | 15. srpen 2016                                  | Olympijské hry                                  | Rio de Janeiro, Brazílie                        |
| čtvrtfinále                                        | prohra                                          | 15-8                                            | Mijaín López (CUB)                              | tech. body (0:4)                                | 0                                               | 5                                               | Zápas řecko-římský                              | 15. srpen 2016                                  | Olympijské hry                                  | Rio de Janeiro, Brazílie                        |
| 1/16                                               | vítězství                                       | 15-7                                            | Ivan Popov (AUS)                                | lopatky (1:22)                                  | 5                                               | 5                                               | Zápas řecko-římský                              | 15. srpen 2016                                  | Olympijské hry                                  | Rio de Janeiro, Brazílie                        |
| 2014 Mistrovství světa do 130 kg v klasickém stylu |                                                 |                                                 |                                                 |                                                 |                                                 |                                                 |                                                 |                                                 |                                                 |                                                 |
| čtvrtfinále                                        | prohra                                          | 14-7                                            | Bilal Machov (RUS)                              | tech. body (1:2)                                | 1                                               | 7                                               | Zápas řecko-římský                              | 13. září 2014                                   | Mistrovství světa                               | Taškent, Uzbekistán                             |
| 1/16                                               | vítězství                                       | 14-6                                            | Sabáh Šaríatí (AZE)                             | tech. body (2*:2)                               | 3                                               | 6                                               | Zápas řecko-římský                              | 13. září 2014                                   | Mistrovství světa                               | Taškent, Uzbekistán                             |
| 1/32                                               | vítězství                                       | 13-6                                            | Mindaugas Mizgaitis (LTU)                       | tech. body (1:0)                                | 3                                               | 3                                               | Zápas řecko-římský                              | 13. září 2014                                   | Mistrovství světa                               | Taškent, Uzbekistán                             |
| 2013 Mistrovství světa do 120 kg v klasickém stylu |                                                 |                                                 |                                                 |                                                 |                                                 |                                                 |                                                 |                                                 |                                                 |                                                 |
| o bronz                                            | prohra                                          | 12-6                                            | Rıza Kaya'alp (TUR)                             | tech. body (0:3)                                | 0                                               | 15                                              | Zápas řecko-římský                              | 22. září 2013                                   | Mistrovství světa                               | Budapešť, Maďarsko                              |
| opravy                                             | vítězství                                       | 12-5                                            | Eduard Popp (GER)                               | tech. body (1:0)                                | 3                                               | 15                                              | Zápas řecko-římský                              | 22. září 2013                                   | Mistrovství světa                               | Budapešť, Maďarsko                              |
| opravy                                             | vítězství                                       | 11-5                                            | Oleksandr Černeckyj (UKR)                       | tech. body (7:2)                                | 3                                               | 12                                              | Zápas řecko-římský                              | 22. září 2013                                   | Mistrovství světa                               | Budapešť, Maďarsko                              |
| 1/16                                               | vítězství*                                      | 10-5                                            | Amír Alíakbarí (IRI)                            | DQ – doping (0:7)                               | 5                                               | 9                                               | Zápas řecko-římský                              | 22. září 2013                                   | Mistrovství světa                               | Budapešť, Maďarsko                              |
| 1/32                                               | vítězství                                       | 9-5                                             | Alí Názim (IRQ)                                 | tech. přev. (8:0)                               | 4                                               | 4                                               | Zápas řecko-římský                              | 22. září 2013                                   | Mistrovství světa                               | Budapešť, Maďarsko                              |
| 2012 Olympijské hry do 120 kg v klasickém stylu    |                                                 |                                                 |                                                 |                                                 |                                                 |                                                 |                                                 |                                                 |                                                 |                                                 |
| finále                                             | vítězství                                       | 8-5                                             | Josif Čugošvili (BLR)                           | 2-1 (1:0, 0:1, 1:0)                             | 3                                               | 13                                              | Zápas řecko-římský                              | 11. srpen 2012                                  | Olympijské hry                                  | Londýn, Spojené království                      |
| semifinále                                         | prohra                                          | 7-5                                             | Heiki Nabi (EST)                                | 1-2 (1:0, 0:1, 0:1)                             | 1                                               | 10                                              | Zápas řecko-římský                              | 11. srpen 2012                                  | Olympijské hry                                  | Londýn, Spojené království                      |
| čtvrtfinále                                        | vítězství                                       | 7-4                                             | Bašír Babadžanzade (IRI)                        | 2-0 (3:0, 1:0)                                  | 3                                               | 9                                               | Zápas řecko-římský                              | 11. srpen 2012                                  | Olympijské hry                                  | Londýn, Spojené království                      |
| 1/16                                               | vítězství                                       | 6-4                                             | Mihály Deák-Bárdos (HUN)                        | 2-0 (1:0, 2:0)                                  | 3                                               | 6                                               | Zápas řecko-římský                              | 11. srpen 2012                                  | Olympijské hry                                  | Londýn, Spojené království                      |
| 1/32                                               | vítězství                                       | 5-4                                             | Nurmachan Tinalijev (KAZ)                       | 2-0 (3:0, 1:0)                                  | 3                                               | 0                                               | Zápas řecko-římský                              | 11. srpen 2012                                  | Olympijské hry                                  | Londýn, Spojené království                      |
| 2011 Mistrovství světa do 120 kg v klasickém stylu |                                                 |                                                 |                                                 |                                                 |                                                 |                                                 |                                                 |                                                 |                                                 |                                                 |
| opravy                                             | prohra                                          | 4-4                                             | Bašír Babadžanzade (IRI)                        | 0-2 (0:2, 0:2)                                  | 0                                               | 6                                               | Zápas řecko-římský                              | 13. září 2011                                   | Mistrovství světa                               | Istanbul, Turecko                               |
| opravy                                             | vítězství                                       | 4-3                                             | Jurij Patrikejev (ARM)                          | 2-1 (0:1, 1:0, 1:0)                             | 3                                               | 6                                               | Zápas řecko-římský                              | 13. září 2011                                   | Mistrovství světa                               | Istanbul, Turecko                               |
| opravy                                             | vítězství                                       | 3-3                                             | Murat Ramonov (KGZ)                             | 2-0 (3:0, 3:0)                                  | 3                                               | 3                                               | Zápas řecko-římský                              | 13. září 2011                                   | Mistrovství světa                               | Istanbul, Turecko                               |
| 1/64                                               | prohra                                          | 2-3                                             | Mijaín López (CUB)                              | 0-2 (0:1, 0:2)                                  | 0                                               | 0                                               | Zápas řecko-římský                              | 13. září 2011                                   | Mistrovství světa                               | Istanbul, Turecko                               |
| 2010 Mistrovství světa do 120 kg v klasickém stylu |                                                 |                                                 |                                                 |                                                 |                                                 |                                                 |                                                 |                                                 |                                                 |                                                 |
| opravy                                             | prohra                                          | 2-2                                             | Rıza Kaya'alp (TUR)                             | 0-2 (0:1, 0:1)                                  | 0                                               | 6                                               | Zápas řecko-římský                              | 7. září 2010                                    | Mistrovství světa                               | Moskva, Rusko                                   |
| čtvrtfinále                                        | prohra                                          | 2-1                                             | Jurij Patrikejev (ARM)                          | 0-2 (0:1, 0:1)                                  | 0                                               | 6                                               | Zápas řecko-římský                              | 7. září 2010                                    | Mistrovství světa                               | Moskva, Rusko                                   |
| 1/16                                               | vítězství                                       | 2-0                                             | Oleksandr Černeckyj (UKR)                       | 2-1 (2:3, 1:0, 6:0)                             | 3                                               | 6                                               | Zápas řecko-římský                              | 7. září 2010                                    | Mistrovství světa                               | Moskva, Rusko                                   |
| 1/32                                               | vítězství                                       | 1-0                                             | Ralf Böhringer (GER)                            | 2-0 (5:1, 1:0)                                  | 3                                               | 3                                               | Zápas řecko-římský                              | 7. září 2010                                    | Mistrovství světa                               | Moskva, Rusko                                   |